# Lucídio Godins
Lucídio Godins (1060 -?) foi um rico-homem e alferes-mor do Condado Portucalense durante o governo do conde D. Henrique.

## Biografia
Foi quem que mandou realizar a criação da coutada de Fontarcada, onde o seu pai mandara erguer corria o ano de 1067 o Mosteiro Beneditino de São Salvador. Este mosteiro foi erguido num terreiro, nos inícios do Século XII. Actualmente deste mosteiro nada resta pois as construções abandonados com a extinção da Ordem dos Frades Beneditinos no século XIV deterioraram-se com o tempo, actualmente o que se pode assuciar a este mosteiro será a Igreja de Fontarcada.

## Relações familiares
Foi filho de Godinho Fafilaze de Guiomar Mendes, filha de D. Eurico da Nóbrega "O Conquistador", e pai de:
1. Fáfila Lucides (1080 -?) casou com Dórdia Viegas, senhora da Quinta de Sequeiros e filha de Egas Viegas de Penagate e de Sancha Mendes de Briteiros.